# Croix commémorative des volontaires de 1830
La croix commémorative des volontaires de 1830 (néerlandais : Herinneringskruis voor de Vrijwilligers van 1830) est une médaille commémorative belge créée le 20 avril 1878 par arrêté royal et décernée à tous les membres de l'armée belge et des milices populaires qui servirent durant la révolution belge de 1830 et qui n'avaient pas reçu la croix de Fer.

## Contexte
Dès 1831, l'idée d'octroyer des « Récompenses Nationales » est envisagée par le Congrès national. Une commission est créée en ce sens le 15 juin 1831 et nommée « Commission des Récompenses Nationales », présidée par Alexandre Gendebien. Elle commence tout d'abord par sélectionner cent communes récipiendaires des Drapeaux d'Honneur de 1830 qui leur sont décernés le 27 septembre 1832, à Bruxelles.
En 1833, le jeune royaume de Belgique créée la croix de fer afin de reconnaître les blessures reçues et la bravoure démontrée au combat durant la révolution et la guerre belgo-néerlandaise. La croix de première classe était décernée aux blessés qui demeurèrent à leurs postes et continuèrent à se battre, aux estropiés et mutilés, ainsi que pour reconnaître les actes de courage, la croix de deuxième classe était décernée à tous les combattants blessés. En 1835, en raison du mécontentement de la plupart des bénéficiaires, la croix de deuxième classe fut abrogée et tous reçurent la croix de première classe. Au fil des ans, les bénéficiaires de la croix de fer reçurent des rentes de plus en plus croissantes, jusqu'à dix ans d'ancienneté en tant que fonctionnaires et des pensions pour les veuves et les orphelins. Les autres combattants de 1830-1831 ne reçurent aucune pension, et aucune médaille commémorative ne fut frappée.
Le mécontentement de ces anciens combattants oubliés a grandi au fil des ans, au point de former la « Fédération des combattants volontaires de 1830 » qui a activement milité pour la reconnaissance de leur service à la nation. Il fallut attendre plus de quarante ans, soit en 1878, pour que le roi Léopold II signe un décret pour la création d'une médaille à cet effet, la croix commémorative des volontaires de 1830.

## Description
La croix commémorative des volontaires de 1830 était sous la forme d'une croix de Malte émaillée de blanc avec une croix de Bourgogne dorée entre ses bras et un médaillon central émaillé de noir. Le médaillon central émaillé noir arborait à  son avers le lion belge, une lion rampant, l'avers arborait le millésime « 1830 ». Deux bras convergents vers le haut entre les extrémités supérieurs de la croix servaient d'attache à un pivot dans la couronne royale.
La croix était suspendue par un anneau au travers d'un trou latéral dans l'orbe de la couronne, à un ruban de soie moirée aux couleurs nationales de la Belgique. Le ruban était noir avec des rayures étroites rouges et jaunes de 2 mm aux bordures.
| Avers | Revers |
| ----- | ------ |
|       |        |

## Récipiendaires  illustres (liste non-exhaustive)
- Nicolas Brialmont, Major général, (arrêté royal du 23 septembre 1878)[2]
- Antoine Joseph Pierre Edouard Wauters
- Narcisse Ablaÿ, lieutenant-général de cavalerie, (arrêté royal du 23 septembre 1878)[2]
- Joseph Neuville, lieutenant-colonel de la Garde civique de Liège[3].

## Textes de loi
1. Loi du 8 octobre 1833 créant la croix de fer
2. Arrêté royal du 22 août 1834 créant la croix de fer de 2e classe
3. Arrêté royal du 21 février 1835 abrogeant la croix de fer de 2e classe
4. Loi budgétaire de 1842 créant la pension pour les récipiendaires de la croix de fer
5. Loi budgétaire de 1855 augmentant la pension pour les récipiendaires de la croix de fer
6. Loi du 27 mai 1857 sur le service civil des fonctionnaires récipiendaires de la croix de fer
7. Loi budgétaire de 1858 pour les veuves et orphelins récipiendaires de la croix de fer
8. Arrêté royal du 20 avril 1878 créant la croix commémorative des volontaires de 1830
9. Arrêté royal du 23 septembre 1878 énonçant les récipiendaires de la croix commémorative des volontaires de 1830